# Уїже (місто)
7°37′ пд. ш. 15°03′ сх. д. / 7.617° пд. ш. 15.050° сх. д.
Уїже (до 1975 року — Кармона) — місто, провінційний центр у північно-західній Анголі; розташоване у провінції Уїже. Побудоване португальськими колонізаторами. Воно виросло з невеликого торгового центру в 1945 році і стало містом у 1956 році.

## Географія
Уїже розташоване на висоті 859 метрів над рівнем моря.

### Клімат
Місто знаходиться у зоні, котра характеризується кліматом тропічних саван. Найтепліший місяць — травень із середньою температурою 22.4 °C (72.3 °F). Найхолодніший місяць — липень, із середньою температурою 19.2 °С (66.6 °F).
| Клімат Уїже             | Клімат Уїже | Клімат Уїже | Клімат Уїже | Клімат Уїже | Клімат Уїже | Клімат Уїже | Клімат Уїже | Клімат Уїже | Клімат Уїже | Клімат Уїже | Клімат Уїже | Клімат Уїже | Клімат Уїже |
| Показник                | Січ.        | Лют.        | Бер.        | Квіт.       | Трав.       | Черв.       | Лип.        | Серп.       | Вер.        | Жовт.       | Лист.       | Груд.       | Рік         |
| Середня температура, °C | 22          | 22,1        | 22,3        | 22,2        | 22,4        | 20,8        | 19,2        | 19,2        | 20,5        | 21,8        | 21,8        | 21,7        | 21,3        |
| Норма опадів, мм        | 141.8       | 152.8       | 206.6       | 280.3       | 112.3       | 7.3         | 2.9         | 3.2         | 42.4        | 161.5       | 268.6       | 202.5       | 1582.2      |
| Днів з опадами          | 8,2         | 8,4         | 11,7        | 12,4        | 5,4         | 0,7         | 0,6         | 1,3         | 2,9         | 7,6         | 10,9        | 10,4        | 80,5        |
| Вологість повітря, %    | 78.3        | 75.5        | 76.5        | 79.5        | 73.1        | 66.6        | 68.4        | 70.4        | 71.6        | 74.8        | 77.8        | 77.8        | 74.2        |
| ----------------------- | ----------- | ----------- | ----------- | ----------- | ----------- | ----------- | ----------- | ----------- | ----------- | ----------- | ----------- | ----------- | ----------- |
| Джерело: Weatherbase    |             |             |             |             |             |             |             |             |             |             |             |             |             |

## Назва
Уїже було перейменоване на Віла Маршал Кармона (Vila Marechal Carmona) у 1955 році на честь колишнього президента Португалії Оскара Кармони (Oscar Carmona); після того, як воно стало містом — перейменоване на просто Кармона, але в 1975 році назву змінено знову на Уїже.

## Історія
Під час португальської окупації воно було основним центром виробництва кави у 1950-х роках. Місто було «нервовим центром» повстанської діяльності проти португальської окупації. Отже, постійно стикалося з партизанською війною між португальськими силами і Національним фронтом визволення Анголи (Frente Nacional de Libertação de Angola; FNLA). Бойові дії велися в основному в 1961—1974 роках і привели до підвищеної нестабільності в Уїже і його околицях. Спроби відродити кавове виробництво мали малий успіх. Після здобуття країною незалежності у 1975 році місто постраждало від громадянської війни, яка тривала з 1975 по 2002 рік. У 1976 році Уїже було захоплене силами Народного руху за звільнення Анголи. З кінця 2004 і до середини 2005 року місто було частиною регіону, охопленого найгіршою із відомих епідемій хвороби, яку спричинює вірус Марбург, що часто перебігає як геморагічна гарячка.

## Населення
У 2010 році місто мало населення 119 815 осіб.